# Guingamp Comunitat
La Guingamp Comunitat (en bretó Kumuniezh kumunioù Gwengamp) fou una estructura intercomunal francesa, situada al departament de les Costes d'Armor a la regió Bretanya, al País de Guingamp. Té una extensió de 99,55 kilòmetres quadrats i una població de 21.572 habitants (2008). Es va dissoldre el 31 de desembre de 2016.

## Composició
Agrupa 6 comunes :
- Grâces
- Guingamp
- Pabu
- Plouisy
- Ploumagoar
- Saint-Agathon

## Administració
| Data d'elecció | Identitat        | Partit | Qualitat |
| -------------- | ---------------- | ------ | -------- |
| 1991-2002      | Georges Rumen    |        |          |
| 2002-2008      | Annie Le Houérou | (PS)   |          |
| 2008-2014      | Aimé Dagorn      |        |          |
| 2014-2016      | Bernard Hamon    |        |          |

## Història
- 1973 : SIVOM (Syndicat intercommunal à vocations multiples)
- 1991 : Districte de Guingamp
- 2001 : Comunitat de comunes de Guingamp
- 2009 : Guingamp Comunitat
- 2016 : desaparició